# Chu kỳ chuyển đổi tiền mặt
Trong kế toán quản trị, chu kỳ chuyển đổi tiền mặt (thuật ngữ tiếng Anh: Cash conversion cycle, viết tắt: CCC) đo lường bao lâu một công ty sẽ bị tước tiền mặt nếu nó tăng đầu tư vào các nguồn lực để mở rộng bán hàng cho khách hàng. Do đó nó là một thước đo rủi ro thanh khoản kéo theo bởi sự tăng trưởng. Tuy nhiên, việc rút ngắn CCC tạo ra những rủi ro riêng của nó: trong khi một công ty thậm chí có thể đạt được một CCC tiêu cực bằng cách thu thập từ khách hàng trước khi chi trả nhà cung cấp, một chính sách thu thập nghiêm ngặt và thanh toán lỏng lẻo không phải là luôn luôn bền vững.

## Định nghĩa
|  |   |                                   |   |                                              |   |                                                           |
|  | = | Giai đoạn chuyển đổi hàng tồn kho | + | Giai đoạn chuyển đổi các khoản phải thu      | – | Giai đoạn chuyển đổi các khoản phải trả                   |
|  |   |                                   |   |                                              |   |                                                           |
|  | = | Tồn kho trung bình COGS / 365     | + | Các khoản phải thu trung bình Bán hàng / 365 | – | Các khoản phải trả trung bình [tăng tồn kho + COGS] / 365 |

### Dẫn xuất
Thiếu hụt dòng tiền. Thuật ngữ "chu kỳ chuyển đổi tiền mặt" đề cập đến khoảng thời gian giữa chi tiêu tiền mặt và thu thập tiền mặt của một công ty. Tuy nhiên, CCC không thể quan sát trực tiếp trong dòng tiền, bởi vì những điều này cũng chịu ảnh hưởng của đầu tư và các hoạt động tài chính; nó phải được bắt nguồn từ dữ liệu Báo cáo về vị thế tài chính liên quan đến các hoạt động của công ty.
Phương trình mô tả nhà bán lẻ. Mặc dù thuật ngữ "chu kỳ chuyển đổi tiền mặt" áp dụng một cách kỹ thuật cho một công ty trong bất kỳ ngành công nghiệp nào, phương trình này được xây dựng một cách tổng quát để áp dụng cụ thể vào một nhà bán lẻ. Vì các hoạt động của một nhà bán lẻ bao gồm việc mua và bán hàng tồn kho, phương trình này mô hình thời gian giữa
(1) chi tiêu tiền mặt để đáp ứng các khoản phải trả được tạo ra bằng cách mua hàng tồn kho, và
(2) thu thập tiền mặt để đáp ứng các tài khoản phải thu được tạo ra bởi việc bán đó.
Phương trình mô tả một công ty mua và bán trên tài khoản. Ngoài ra, phương trình này được viết để chứa một công ty mua và bán trên tài khoản. Đối với một công ty chỉ có tiền, phương trình chỉ cần dữ liệu từ hoạt động bán hàng (ví dụ các thay đổi trong hàng tồn kho), bởi vì tiền mặt chi tiêu sẽ có thể được đo lường trực tiếp như mua hàng tồn kho, và tiền mặt thu thập sẽ có thể được đo lường trực tiếp như  bán hàng tồn kho.  Tuy nhiên, không tồn tại tương ứng 1:1 cho một công ty mua và bán trên tài khoản như vậy: Các tăng hoặc giảm trong hàng tồn kho không làm dòng tiền dịp mà là các phương tiện kế toán (các khoản phải thu và phải trả, tương ứng); các tăng và giảm trong tiền mặt sẽ loại bỏ các phương tiện kế toán này (các khoản phải thu và phải trả, tương ứng) khỏi sổ sách. Như vậy, CCC phải được tính toán bằng cách truy tìm một sự thay đổi bằng tiền mặt thông qua tác động của nó đối với các khoản phải thu, hàng tồn kho, các khoản phải trả, và cuối cùng trở lại tiền mặt - do đó, thuật ngữ chu kỳ chuyển đổi tiền mặt, và quan sát mà bốn tài khoản này "nói lên" với nhau.
| Nhãn | Nghiệp vụ | Kế toán (sử dụng các phương tiện kế toán khác nếu các nghiệp vụ xảy ra theo một thứ tự khác)                                                        |
| ---- | --- | --- |
| A    | Các nhà cung cấp (đồng ý) cung cấp hàng tồn kho →Công ty nợ $X tiền (nợ) với các người bán                       | - Các hoạt động (tăng hàng tồn kho lên $X) →Tạo ra phương tiện kế toán (tăng các khoản phải trả lên $X)                                             |
| B    | Các khách hàng (đồng ý) có được hàng tồn kho đó →Công ty cho nợ $Y tiền (tín dụng) từ các khách hàng             | - Các hoạt động (giảm hàng tồn kho đi $Y) →Tạo phương tiện kế toán (ghi sổ "COGS" chi phí $Y; tích luỹ doanh thu và tăng các khoản phải thu lên $Y) |
| C    | Công ty giải ngân $X tiền mặt cho các nhà cung cấp →Công ty loại bỏ các khoản nợ đối với các nhà cung cấp của nó | - Các dòng tiền (giảm tiền mặt đi $X) →Loại bỏ phương tiện kế toán (giảm các khoản phải trả đi $X)                                                  |
| D    | Công ty thu thập $Y tiền mặt từ các khách hàng →Công ty loại bỏ tín dụng khỏi các khách hàng của mình.           | - Các dòng tiền (giảm tiền mặt đi $Y) →Loại bỏ phương tiện kế toán (giảm các khoản phải thu đi $Y.)                                                 |
Bằng cách lấy bốn nghiệp vụ này theo cặp, các nhà phân tích chú ý đến năm khoảng thời gian quan trọng, được gọi là các chu kỳ chuyển đổi (hoặc giai đoạn chuyển đổi):
- chu kỳ chuyển đổi tiền mặt nổi lên như là khoảng thời gian C→D (tức là giải ngân tiền mặt→thu thập tiền mặt).
- giai đoạn chuyển đổi các khoản phải trả (hoặc "Số ngày trả nợ") nổi lên như là khoảng thời gian A→C (tức là nợ tiền→giải ngân tiền mặt)
- chu kỳ hoạt động nổi lên như là khoảng thời gian A→D (tức là nợ tiền→thu tiền)

- chu kỳ chuyển đổi tồn kho hoặc "Số ngày tồn kho" nổi lên như là khoảng thời gian A→B (tức là nợ tiền→bị nợ tiền)
- giai đoạn chuyển đổi các khoản phải thu (hoặc "Số ngày bán hàng") nổi lên như là khoảng thời gian B→D (tức là bị nợ tiền →thu tiền)

Kiến thức của ba chu kỳ chuyển đổi bất kỳ này cho phép nguồn gốc của chu kỳ chuyển đổi thứ tư (bỏ qua một bên chu kỳ vận hành, mà chỉ là tổng của giai đoạn chuyển đổi hàng tồn kho và giai đoạn chuyển đổi các khoản phải thu.)
Do đó,
| khoảng thời gian {C → D} | = | khoảng thời gian {A → B}   | + | khoảng thời gian {B → D}              | – | khoảng thời gian {A → C}              |
| CCC (tính bằng ngày)     | = | Thời kỳ chuyển đổi tồn kho | + | Thời kỳ chuyển đổi các khoản phải thu | – | Thời kỳ chuyển đổi các khoản phải trả |
| ------------------------ | - | -------------------------- | - | ------------------------------------- | - | ------------------------------------- |
Trong tính toán mỗi một trong ba chu kỳ chuyển đổi thành phần, phương trình Thời gian = Cấp/Tỷ lệ được sử dụng (vì mỗi khoảng thời gian gần bằng Thời gian cần thiết để cấp của nó có thể đạt được tại Tỷ lệ tương ứng của nó).
- CẤP của nó "trong khoảng thời gian trong câu hỏi" được ước tính như trung bình của các cấp của nó trong hai bản cân đối xung quanh giai đoạn:

(Lt1+Lt2)/2.
- Để đánh giá Tỷ lệ của nó, lưu ý rằng các khoản phải thu tăng lên chỉ khi doanh số được tích lũy, và Hàng tồn kho co lại và Các khoản phải trả tăng lên bởi một số lượng tương đương với chi phí COGS (trong thời gian dài, vì giá vốn hàng bán dồn tích thực sự đôi khi sau khi giao hàng tồn kho, khi các khách hàng có được nó).

*Giai đoạn chuyển đổi các khoản phải trả: Tỷ lệ = [tăng hàng tồn kho + COGS], vì đó là những mục cho khoảng thời gian đó có thể làm tăng "các khoản phải trả thương mại", tức là những người đã phát triển hàng tồn kho.
Lưu ý rằng một ngoại lệ được thực hiện khi tính toán khoảng thời gian này: mặc dù một thời gian trung bình cho Cấp của hàng tồn kho được sử dụng, một gia tăng bất kỳ hàng tồn kho góp phần làm Tỷ lệ của nó thay đổi. Điều này là do mục đích của CCC là để đo lường các tác động của tăng trưởng hàng tồn kho trên chi tiêu tiền mặt. Nếu hàng tồn kho đã tăng trưởng trong giai đoạn này, đây sẽ là quan trọng để biết.
- Giai đoạn chuyển đổi hàng tồn kho: Tỷ lệ = COGS, vì đây là mục mà (cuối cùng) co lại hàng tồn kho.
- Giai đoạn chuyển đổi các khoản phải thu: Tỷ lệ = doanh thu, vì đây là mục mà có thể phát triển các khoản phải thu (các bán hàng).

## Mục đích của CCC
Mục đích của nghiên cứu chu kỳ chuyển đổi tiền mặt và tính toán của nó là để thay đổi các chính sách liên quan đến tín dụng mua hàng và tín dụng bán hàng. Tiêu chuẩn thanh toán tín dụng mua hàng hoặc nhận tiền mặt từ các con nợ có thể được thay đổi trên cơ sở báo cáo của chu kỳ chuyển đổi tiền mặt. Nếu nó cho khả năng thanh toán tiền mặt tốt, chính sách tín dụng trong quá khứ có thể được duy trì. Mục đích của nó cũng là để nghiên cứu dòng tiền của doanh nghiệp. Báo cáo lưu chuyển tiền mặt và nghiên cứu chu trình chuyển đổi tiền mặt sẽ rất hữu ích cho việc phân tích dòng tiền.